# سیارک ۱۱۱۸۹
سیارک ۱۱۱۸۹ (به انگلیسی: 11189 Rabeaton، نامگذاری:1998QQ43) یازده هزار و صد و هشتاد و نهمین سیارک کشف شده‌است که در ۱۷ اوت ۱۹۹۸ کشف شد.
قدر مطلق سیارک برابر ۱۴.۸ است.